# Alfredo Deza
Alfredo Deza Ganoza (né le 24 août 1979 à Lobitos, province de Talara, Piura) est un athlète péruvien, spécialiste du saut en hauteur.
Il remporte le titre de champion du monde junior en 1998, le seul Péruvien à ce niveau à ce jour. Son meilleur saut est de 2,27 m à Lima en 2003.